# حوزه انتخابیه اول آرکانزاس
حوزه انتخابیه اول آرکانزاس یک حوزه انتخابیه مجلس نمایندگان آمریکا است که در ایالت آرکانزاس قرار دارد.